# Коффі-Спрингс
Коффі-Спрингс (англ. Coffee Springs) — місто (англ. town) в США, в окрузі Женіва штату Алабама. Населення — 206 осіб (2020).

## Географія
Коффі-Спрингс розташоване за координатами 31°9′57″ пн. ш. 85°54′39″ зх. д. / 31.16583° пн. ш. 85.91083° зх. д. (31.165836, -85.910898). За даними Бюро перепису населення США в 2010 році місто мало площу 2,06 км², з яких 2,03 км² — суходіл та 0,03 км² — водойми.

## Демографія
Згідно з переписом 2010 року, у місті мешкало 228 осіб у 100 домогосподарствах у складі 67 родин. Густота населення становила 111 особа/км². Було 118 помешкань (57/км²).
Расовий склад населення:
| - 96,1 % — білих |

До двох чи більше рас належало 3,1 %. Частка іспаномовних становила 2,6 % від усіх жителів.
За віковим діапазоном населення розподілялося таким чином: 15,8 % — особи молодші 18 років, 60,1 % — особи у віці 18—64 років, 24,1 % — особи у віці 65 років та старші. Медіана віку мешканця становила 48,0 року. На 100 осіб жіночої статі у місті припадало 90,0 чоловіків; на 100 жінок у віці від 18 років та старших — 90,1 чоловіків також старших 18 років.
Середній дохід на одне домашнє господарство становив 46 119 доларів США (медіана — 33 636), а середній дохід на одну сім'ю — 51 393 долари (медіана — 49 688). За межею бідності перебувало 21,2 % осіб, у тому числі 52,6 % дітей у віці до 18 років та 3,5 % осіб у віці 65 років та старших.
Цивільне працевлаштоване населення становило 84 особи. Основні галузі зайнятості: виробництво — 22,6 %, транспорт — 17,9 %, освіта, охорона здоров'я та соціальна допомога — 16,7 %.